# بطولة الأندية الآسيوية 1991
بطولة الأندية الآسيوية 1991 كانت النسخة رقم 11 من دوري أبطال آسيا. أشرف على تنظيمه الاتحاد الآسيوي لكرة القدم، . وفاز فيه نادي الهلال السعودي باللقب..
توج نادي الهلال السعودي باللقب، بعد تغلبه على نادي استقلال طهران الإيراني بركلات الترجيح بعد أن انتهت الأشواط الأصلية والإضافية بنتيجة 1–1. وهي المرة الأولى التي يُتوج باللقب نادي سعودي.

## النهائي
| الهلال          | 1–1 (ب.و.إ.) | استقلال طهران  |
| --------------- | ------------ | -------------- |
| حسين الحبشي 73' |              | 58' أمير هاشمي |

## البطل
| بطولة الأندية الآسيوية 1991 الهلال اللقب الأول |